# Anteromorpha dubiosa
Anteromorpha dubiosa är en stekelart som först beskrevs av Perkins 1910.  Anteromorpha dubiosa ingår i släktet Anteromorpha och familjen Scelionidae. Inga underarter finns listade i Catalogue of Life.